# Pine Jam
Pine Jam (japonsky 株式会社パインジャム, Kabušiki gaiša Pain Džamu), stylizováno jako PINE JAM, je japonské animační studio, které bylo založeno 3. července 2015.

## Tvorba

### Televizní seriály
| Rok  | Název                               | Režie           | Od                | Do                | Díly          | Poznámky                                                     | Zdroje |
| ---- | ----------------------------------- | --------------- | ----------------- | ----------------- | ------------- | ------------------------------------------------------------ | ------ |
| 2016 | Mahó šódžo nante mó ii desu kara.   | Kazuhiro Joneda | 12. ledna 2016    | 29. března 2016   | 12            | Adaptace série mangy, jejíž mangakou je Sui Futami.          | [ 2 ]  |
| 2016 | Mahó šódžo nante mó ii desu kara. 2 | Kazuhiro Joneda | 5. října 2016     | 21. prosince 2016 | 12            | Pokračování anime seriálu Mahó šódžo nante mó ii desu kara.. | [ 3 ]  |
| 2017 | Gamers!                             | Manabu Okamoto  | 13. července 2017 | 28. září 2017     | 12            | Adaptace série light novel, jejíž autorkou je Sekina Aoi.    | [ 4 ]  |
| 2017 | Just Because!                       | Acuši Kobajaši  | 5. října 2017     | 28. prosince 2017 | 12            | Původní dílo.                                                | [ 5 ]  |
| 2020 | Gleipnir                            | Kazuhiro Joneda | 5. dubna 2020     | 28. června 2020   | 13            | Adaptace série mangy, jejíž mangakou je Sun Takeda.          | [ 6 ]  |
| 2021 | Kageki šódžo!!                      | Kazuhiro Joneda | 4. července 2021  | 26. září 2021     | 13            | Adaptace série mangy, jejíž mangakou je Kumiko Saiki.        | [ 7 ]  |
| tba  | Do It Yourself!!                    | Kazuhiro Joneda | bude oznámeno     | bude oznámeno     | bude oznámeno | Původní dílo.                                                | [ 8 ]  |

### OVA
| Rok  | Název              | Režie           | Od                | Do                | Díly | Poznámky                                             | Zdroje |
| ---- | ------------------ | --------------- | ----------------- | ----------------- | ---- | ---------------------------------------------------- | ------ |
| 2016 | Gecujóbi no Tawawa | Kósuke Murajama | 29. prosince 2016 | 29. prosince 2016 | 2    | Pokračování anime seriálu Gecujóbi no Tawawa.        | [ 9 ]  |
| 2019 | Hózuki no reitecu  | Kazuhiro Joneda | 20. září 2019     | 21. srpna 2020    | 3    | Adaptace vedlejšího příběhu mangy Hózuki no reitecu. | [ 10 ] |

### ONA
| Rok  | Název              | Režie           | Od             | Do                | Díly | Poznámky                                              | Zdroje |
| ---- | ------------------ | --------------- | -------------- | ----------------- | ---- | ----------------------------------------------------- | ------ |
| 2016 | Gecujóbi no Tawawa | Kósuke Murajama | 10. října 2016 | 26. prosince 2016 | 12   | Adaptace ilustrací, jejichž autorem je Kiseki Himura. | [ 11 ] |